# Baseball ai Giochi panafricani
Il baseball è stato presente ai Giochi panafricani in due edizioni: nel 1999 e nel 2003.

## Edizioni
| Anno          | Ospitante    |           | Medaglie | Medaglie | Medaglie | Medaglie |
| Anno          | Ospitante    | Oro       | Argento  | Bronzo   | Bronzo   |          |
| 1999 Dettagli | Johannesburg | Sudafrica | Nigeria  | Zimbabwe |          |          |
| 2003 Dettagli | Abuja        | Sudafrica | Nigeria  | Zimbabwe |          |          |

## Medagliere
| Posizione | Nazione   | Oro | Argento | Bronzo | Totale |
| --------- | --------- | --- | ------- | ------ | ------ |
| 1         | Sudafrica | 2   | 0       | 0      | 2      |
| 2         | Nigeria   | 0   | 2       | 0      | 2      |
| 3         | Zimbabwe  | 0   | 0       | 2      | 2      |